# رحلة 19

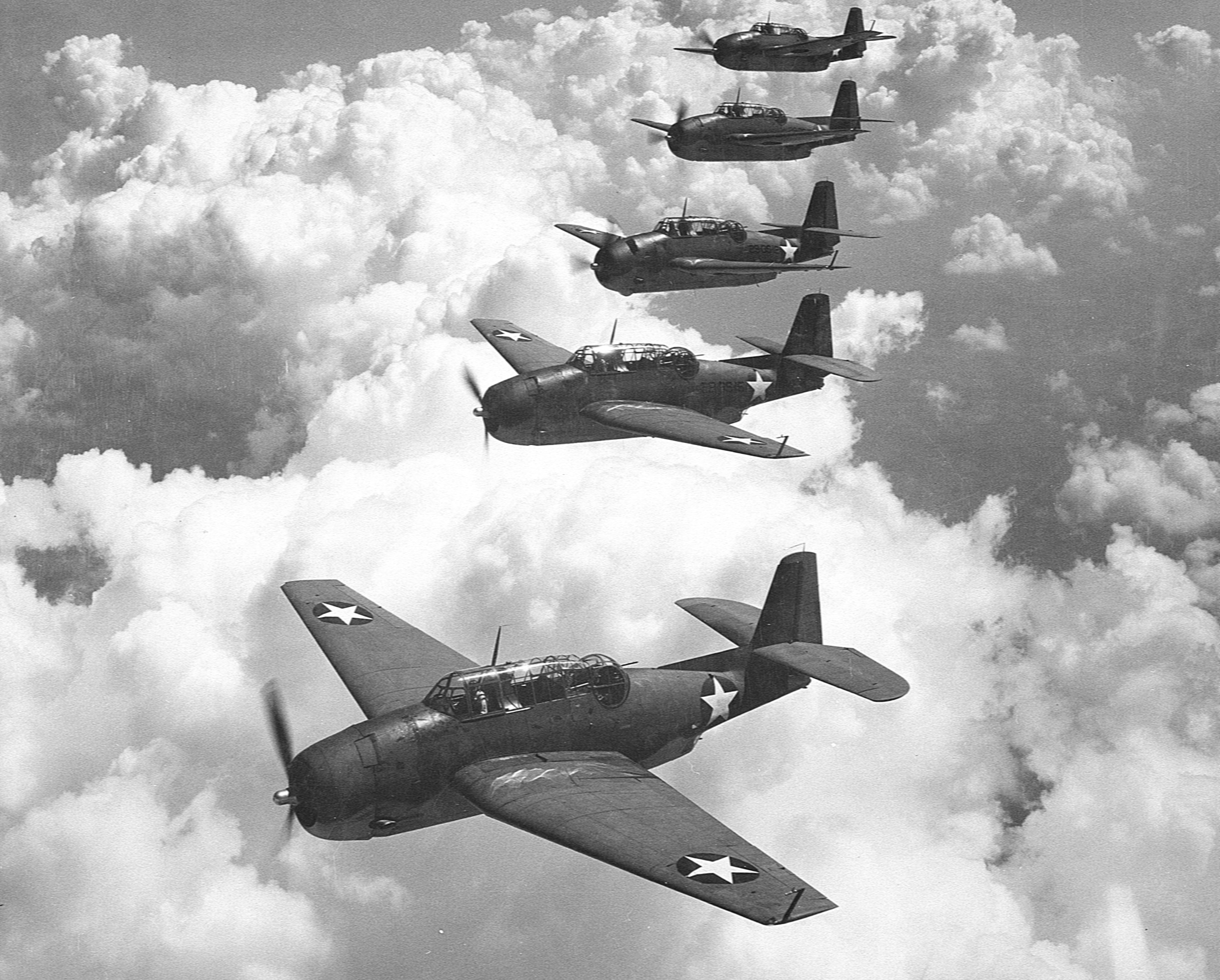
الرحلة الجوية الأمريكية TBF غرومان أفينجر، والتي كانت شبيهة للرحلة 19، وقد استخدمها المؤلفون لرسم الرحلة 19.

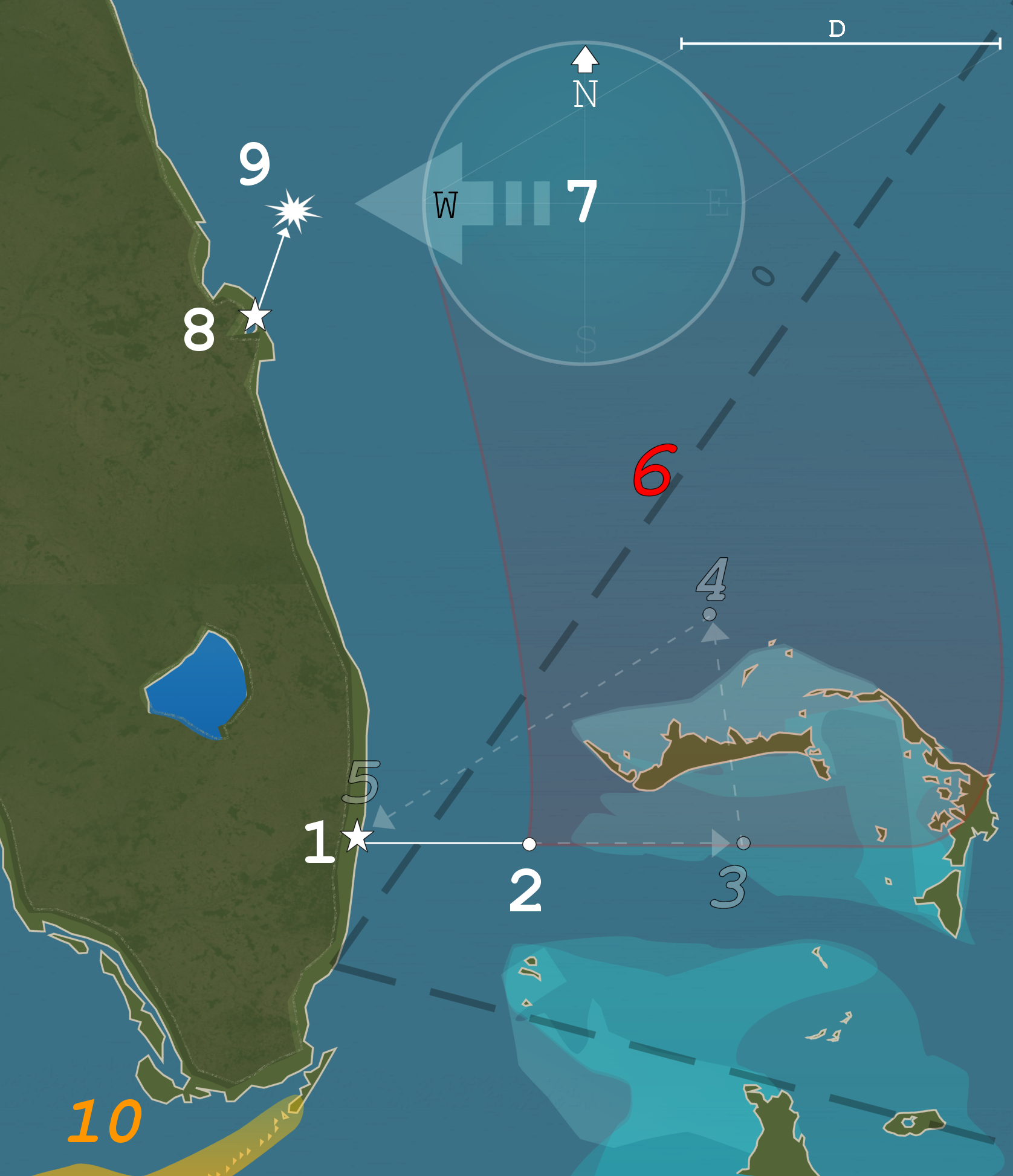
المسار التخميني للرحلة الجوية

رحلة 19 هي رحلة اختفاء الطائرات في مثلث برمودا .
بدأ العالم يأخذ اسطورة مثلث برمودا بجدّية في 5 ديسمبر 1945، بعد حادثة الاختفاء المشهورة لمجموعة طائرات الرحلة 19، والقصة حسب ما يرويها فلم مثلث برمودا (1979) The Bermuda Triangle (1979)، لمخرجه ريتشارد فريدنبيرغ Richard Friedenberg، أن خمسة قاذفات قنابل للبحرية الأمريكية اختفت بشكل غامض بينما كانت هذه الطائرات تحلق في مهمّة تدريبية روتينية، كما اختفت طائرة إنقاذ أرسلت للبحث عنهم ولم ترجع أبدا، بإجمالي ستّة طائرات و27 رجل، ذهبوا وأختفوا دون أي أثر.
عند عرض الحقائق كاملة تصبح القصة غير مجدية من ناحية سنمائية، وتصبح حكاية الرحلة 19 أقلّ إثارة بكثير.
لقد كان جميع أفراد طاقم القاذفات الخمسة عبارة عن متدربين عديمو الخبرة، باستثناء شخص واحد هو قائد السرب، الملازم أوّل تشارلز تايلور Charles Taylor. ولم يكن تايلور في قمة أداءه ذلك اليوم، حيث تشير التقارير بأنّه كان يعاني من الصداع بسبب الكحول ولم يستطع أن يجد شخصا ليحل مكانه في رحلة التدريب.
لقد كانت الطائرات الأربعة تتبع طائرة تايلور الخامسة حيث أنه الوحيد المحترف بينهم، والجميع يتبع تعليماته وتوجيهاته بحرفية، وبعد فترة من الطيران تعطلت بوصلة تايلور. لكنه قرر الاستمرار بالطيران اعتمادا على معالم بعض الجزر في الأسفل، لأنهُ خبير بتضاريس جزر فلوريدا حيث كان يعيش، وكان يشعر بالثقة بالأعتماد على الرؤية البصرية في الطيران. لكن الرؤية أصبحت معدومة بسرعة بسبب دخولهم في مجال عاصفة، وبدأت تظهر عليهِ ملامح الحيرة حسب ما أفاد تقرير برج مراقبة قاعدة فورت لوديردايل الجوية.
وبقيت الرحلة 19 على اتصال بقاعدة فورت لوديردايل على الموجة الأعتيادية، وبالرغم من أن الطقس كان سيئاً والإرسال المتقطع جعل التواصل صعب جدا. إلا أن تايلور رفض الانتقال إلى موجة الطواريء، والتي لا تعاني من ضغط الاستعمال من قطاعات سلاح البحرية، إذ أنه خشي أن لا يستطيعوا إعادة استقبال الإشارة على تلك الموجة.
انتهى تايلور بالاعتقاد بأنّهم كانوا يحلقون فوق خليج المكسيك، وأمر الدورية بالأتجاه شرقا بحثاً عن اليابسة. لكن الذي حصل أنهم كانوا على أطراف المحيط الأطلسي، وأخذ تايلور يقود طلابه بشكل خاطئ إلى المحيط، تشير تسجيلات الراديو بأن بعض المتدربين أخبروا تايلور بأن فلوريدا تقع غرباً، وانهم في المحيط وليسوا في خليج المكسيك وعليهِ يتوجب عليهم الأتجاه إلى جهة الغرب وليس إلى جهة الشرق، إلا أنه رفض رأيهم وقام يشرب قدحا من الشراب وهو يفكر بأولادهِ وزوجتهِ.